# Une récolte d'enfer
Une récolte d'enfer (France) ou EIEI : Les Arpents Bruns  (Québec) (E-I-E-I-(Annoyed Grunt)) est le 5e épisode de la saison 11 de la série télévisée d'animation Les Simpson.

## Synopsis
Marge se fait bousculer à la sortie du cinéma par le Serpent ; ce qui ne plaît pas du tout à Homer qui décide de le provoquer en duel comme dans le film de Zorro qu'il vient de voir. Homer prend conscience que dès qu'il gifle une personne avec un gant, il obtient ce qu'il veut. Pour ne pas faire la queue au mini-marché, il gifle tous les clients sans savoir qu'un colonel accepterait le duel. Il lui fixe alors rendez-vous le lendemain matin, à l'aube. Pour échapper à cette situation imprévue et risquée, il s'enfuit avec sa famille et va vivre dans la ferme dans laquelle il a grandi. Homer tente alors de faire pousser des légumes sans succès. Il demande à Lenny de lui envoyer un peu de plutonium pour le mélanger aux graines...